# اسلیپنیر

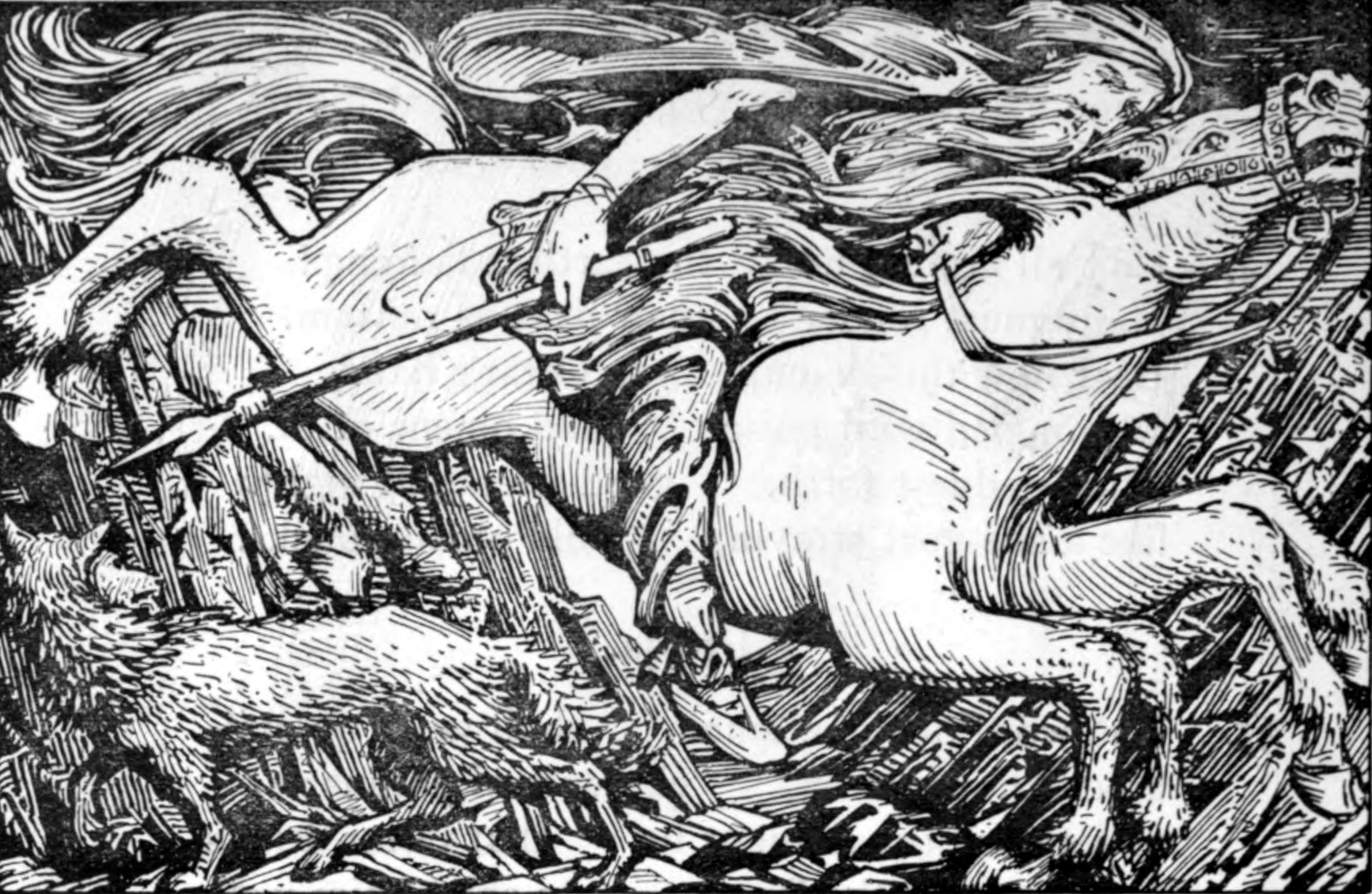
اودین در حال تاخت به سوی سرزمین هل‌هایم (۱۹۰۸)، اثر ویلیام کالینگوود.

اسلیپنیر (به زبان نروژی باستان: Sleipnir) در اسطوره‌شناسی اسکاندیناوی اسبی فوق‌العاده نیرومند دارای هشت دست و پا است. نام اسلیپنیر در مجموعه‌های ادای منظوم و ادای منثور که در قرن سیزدهم توسط شاعر ایسلندی اسنوری استورلوسون نوشته شده‌اند، یاد شده است. در هر دو منابع، این اسب از آن اودین، سرکردهٔ ایزدان در اساطیر اسکاندیناوی است که سوار بر آن آسمان‌ها را درمی‌نوردد و مردگان را به قلمرو خویش می‌برد. اسلیپنیر را فرزند لوکی و ساوادیلفاری می‌پندارند که به عنوان بهترین اسب زمان شناخته می‌شد و گاهی اوقات به سرزمین هل‌هایم می‌تاخت. ادای منثور حاوی اطلاعات گسترده‌ای در مورد شرایط تولد اسلیپنیر است و جزئیاتی از قبیل اینکه او خاکستری رنگ می‌باشد.
نام اسلیپنیر همچنین در چیستان یافت شده در سرگذشت‌نامه افسانه‌ای قرن سیزدهم تحت عنوان حماسهٔ هروارار و هیدریکس، در سرگذشت‌نامه سدهٔ ۱۳ میلادی ولسونگا ساگا به عنوان جد اسب گرانی (اسب زیگورد)، و کتاب اول گستا دانوروم، نوشته شده در قرن دوازدهم توسط ساکسو گراماتیکوس ذکر شده است، و شامل قسمتی است که توسط بسیاری از دانشوران دربارهٔ اسلیپنیر می‌باشد.

## افسانه تولد
از داستان تولد اسلیپنیر در روایت ساختن دیوار پیرامون دژ ایزدان، آسگارد یاد شده است. بر طبق اساطیر اسکاندیناوی، دیواری که آسگارد را محصور نگاه می‌داشت، در طی جنگ آسیر و ونیر از بین رفت و این امر ایزدان را نسبت به حملهٔ غول‌ها آسیب‌پذیر نمود. بدین روایت غولی سنگ‌تراش به نام بلست، ساختن و به پایان بردن این دیوار را در طول زمستان با یک شرط به عهده می‌گرفت. اگر او می‌توانست کار را در زمان تعیین شده به پایان برساند به جای دستمزد، خواست ایزدبانو فریا را به همسری گیرد، و همچنین خورشید و ماه را از جانب ایزدان دریافت کند. در این بین لوکی چاره‌ای اندیشید و پیشنهاد کرد تا حداقل بخشی از دیوار به رایگان بازسازی شود. ایزدان نیز با پیشنهادهای سنگ‌تراش موافقت کردند، به شرط آنکه دیوار ظرف مدت شش ماه تمام شود. ایزدان می‌پندارند که غول توانایی ساختن دیوار در زمان معین را ندارد، اما غول در این کار اسبی باهوش، چابک و نیرومند به نام ساوادیلفاری را به کار می‌گیرد و اگر کار بدان ترتیب ادامه یابد ساختن دیوار سه روز مانده به آغاز بهار به پایان می‌رسد.
کار ساخت دیوار بسیار سریع‌تر از چیزی که ایزدان پیش‌بینی کرده بودند جلو می‌رفت و نگران شدند که باید تمام دستمزد را به او پرداخت کنند. اودین، لوکی را تهدید نمود که اگر کار ساخت دیوار در زمان معهود تمام شود او را خواهد کشت. لوکی بذله‌گو و فریبنده وقتی دید بیشتر کارهای سنگین ساخت دیوار بر دوش اسب این سنگ‌تراش است به خواست ایزدان تدبیری را به کار می‌بندد. او خود را به شکل مادیانی جوان درمی‌آورد و در برابر ساوادیلفاری پدیدار و او را به دنبال خویش به بیشه‌ای پهناور می‌کشاند و مطمئن می‌شود که او تا روز بعد در این مکان باقی خواهد ماند. هنگامی که ساوادیلفاری نزد صاحبش بازمی‌گردد، دیگر خیلی دیر شده و با این تمهید دیوار در زمان معهود تمام نمی‌شود. سنگ‌تراش به شدت عصبانی می‌شود و شکل اصلی ظاهری خود که غولی از جنس سنگ است را نمایان می‌کند. در همین حین ثور توسط پتک نیرومندش میولنیر، غول را از پا درمی‌آورد.
یک ماه بعد، لوکی همراه با کره اسبی خاکستری دارای هشت پا به آسگارد بازمی‌گردد. پس از دیدار ساوادیلفاری با مادیان، یعنی لوکی است که این اسب هشت دست و پا زاده می‌شود. لوکی اسب را به اودین پیشکش می‌کند و نام آن را اسلیپنیر می‌گذارد. این کره اسب برترین اسبی است که اودین آن را از آن خود می‌کند و گرانی یا اسب شگفت‌انگیزی که اودین آن را به زیگفرید هدیه می‌دهد، نیز از نوادگان اسلیپنیر و در دنیای زندگان بهترین اسب به‌شمار می‌رفت. در سفر قهرمان هادنگ به جهان دیگر اودین او را بر ترک اسب خویش از دریا و آسمان می‌گذراند و با رسیدن به تالار اودین با دریافت می‌انگبین به او خوش‌آمد می‌گویند، و بدین ترتیب اسلیپنیر وسیله‌ای است برای حمل زندگان و مردگان به قلمرو اودین.